# 금속단백질
금속단백질(金屬蛋白質, 영어: metalloprotein)은 금속 보조 인자가 결합한 단백질이다.

## 종류

### 산소 운반자
생명체에 산소를 운반하는 금속단백질로는 헤모글로빈, 헤모시아닌, 헤메리트닌 등이 있다.

### 사이토크롬
유기 화학에서 산화·환원 반응은 유기 화합물중 산화제와 환원제로 작용할 수 있는 물질이 흔하지 않기 때문에 드문 반응이다. 시토크롬은 철(II)이 철(III)으로 전환되는 반응을 이용한다. 금속 이온의 존재는 금속효소가 아미노산의 작용기로는 반응을 진행할 수 없는 산화·환원 반응을 일어날 수 있게 한다.
시토크롬에서 대부분의 철 원자는 헴에 위치한다.
시토크롬 P450은 C-H 결합에 산소 원자를 끼워넣는 산화반응을 매개하는 효소이다.

## 같이 보기
- 단백질